# Neustadt an der Waldnaab
Neustadt an der Waldnaab (česky Nové Město nad Nábou)[zdroj?] je německé město, sídlo zemského okresu Neustadt an der Waldnaab ve vládním obvodu Horní Falc spolkové země Bavorsko. Žije zde přibližně 6 000 obyvatel.
Je členem sdružení měst a obcí Nová Města Evropy (Neustadt in Europa).

## Geografie

### Poloha
Město Neustadt an der Waldnaab leží v Hornofalckém lese v srdci přírodního parku Nördlicher Oberpfälzer Wald u ústí řeky Floss do Waldnaab.

### Místní části
Neustadt an der Waldnaab má čtyři místní části: 
- Bergmühle
- Mühlberg
- Neustadt an der Waldnaab
- Radschinmühle

### Sousední obce
Neustadt an der Waldnaab sousedí s následujícími obcemi od západu: Altenstadt an der Waldnaab, Kirchendemenreuth, Störnstein, Theisseil a svobodné okresní město Weiden in der Oberpfalz.
| Růžice kompasu | Kirchendemenreuth          | Kirchendemenreuth        | Störnstein                 | Růžice kompasu |
| Růžice kompasu | Altenstadt an der Waldnaab | Sever                    | Altenstadt an der Waldnaab | Růžice kompasu |
| Růžice kompasu | Altenstadt an der Waldnaab | Neustadt an der Waldnaab | Altenstadt an der Waldnaab | Růžice kompasu |
| Růžice kompasu | Altenstadt an der Waldnaab | Jih                      | Altenstadt an der Waldnaab | Růžice kompasu |
| Růžice kompasu | Weiden in der Oberpfalz    | Weiden in der Oberpfalz  | Theisseil                  | Růžice kompasu |

## Historie

### Prehistorické osídlení
Nálezy z jara 2012 (lyditové jádrové kameny a pazourkové artefaky) dokazují přítomnost lidí v jihozápadní oblasti města na konci starší doby kamenné (12 000–10 000 př. n. l.) a ve střední době kamenné (10 000–5 000 př. n. l.).

### Od první zmínky přes pozdní středověk do novověku
Neustadt byl poprvé zmíněn v roce 1218, kdy byl jako Nova civitas přislíben Jindřichovi z Ortenburgu. V roce 1329 přešlo město do majetku Wittelsbašských rýnských falckrabat, kteří jej v roce 1353 prodali českému králi a římskému císaři Karlu IV. (a stal se tak součástí budovaného celku tzv. Nových Čech). Město propůjčovali v léno čeští králové. Roku 1575 byl Neustadt prodán Lobkovicům. Exkláva mimo své pozemky v Českém království poskytla českému rodu přímé napojení na dění v Římskoněmecké říši. Formálně bylo území podřízeno České koruně, ale reálně fungoval Neustadt jako součást sítě německých měst.
V roce 1641 utvořily Neustadt a Störnstein nezcizitelné říšské kondominium Störnstein s hlasovácím právem v Řezenském Říšském sněmu. Rýnský spolek v roce 1806 zapříčinil brzký rozpad menších území v Německu, a tedy i ke konci knížectví Störnstein-Neustadt. V roce 1807 zbývající části území prodali Lobkovicové Bavorskému království. 
V roce 1891 se první sklárnou v Neustadtu stala zrcadlová sklárna potomků sklářského mistra Franze Schrenka - pokračovala v tradici šumavské sklářské hutě Osserhütte, která byla v roce 1890 uzavřena. Podnikatel a tajný obchodní rada Zachariáš Frank přesunul část své sklárny z Bavorského lesa do Neustadtu v roce 1898 kvůli lepšímu železničnímu spojení. Tak přibyla v Neustadtu druhá sklárna. Třetí huť následovala roku 1905, kdy se z Bavorského lesa přesídlila společnost Tritschler, Winterhalder & Co. 
V letech 1945 a 1946 došlo k významnému přílivu vysídlených osob ze sousedních Sudet a ze Slezska. Hospodářská situace celého okresu Neustadt an der Waldnaab se ve srovnání s celým západním Německem v důsledku blízkosti hranice s komunistickým Československem na východě a americkou vojenskou výcvikovou oblastí na západě se bez možnosti rozvoje cestovního ruchu celkově negativně vyvíjela až do konce 80. let. 
Od odstranění „železné opony“ po roce 1989 a zejména po rozšíření EU směrem na východ v roce 2004 došlo k výraznému hospodářskému vzestupu. 

## Pamětihodnosti

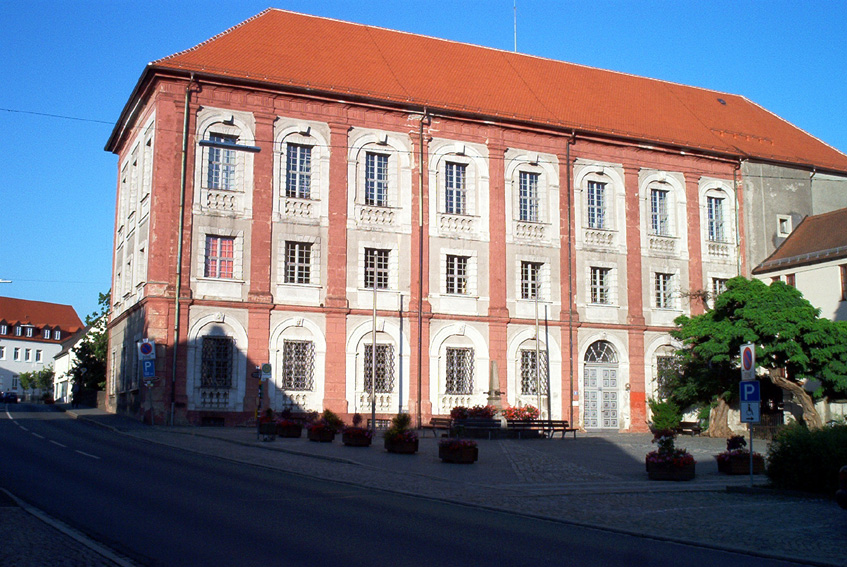
Nový zámek Lobkoviců v Neustadt an der Waldnaab

### Stavební památky a pomníky
- Starý zámek Heideckerů (postavený mezi léty 1532 - 1620)
- Nový zámek Lobkoviců (postavený mezi léty 1698 - 1720)
- Barokní zahrady
- Katolický farní kostel sv. Jiří (postavený kolem roku 1689)
- Katolický poutní kostel sv. Felixe (1735–1746) s klášterem františkánů minoritů (1925)
- Katolický kostel sv. Anny (Mutter-Anna-Kirche) v Mühlbergu
- Katolický hřbitovní kostel Nejsvětější Trojice (1662)
- Protestantský kostel Martina Luthera (1975)
- Památkově jsou chráněny budovy na náměstí Stadtplatz ze 17. století. Úzké strany domů s vysokými štíty směřují do ulice.
- V parku na jihu města u řeky Waldnaab jsou dva velké pamětní kameny věnované „Obětem světových válek 1914-1918 a 1939-1945“ a „Mrtvým doma“ (vysídlencům ze Sudet).

### Muzea
Neustadské městské muzeum je rozděleno do čtyř sekcí: věnující se sklu, řemeslům ve městě, pokladům z měšťanských domů, kostelů a kláštera a historii města. Expozice doplňuje dobová udírna, vánoční betlém a nástěnné vitríny s nejrůznějšími exponáty. Hned vedle vchodu mohou návštěvníci muzea obdivovat, proč se město Neustadt an der Waldnaab nazývá také městem olovnatého křišťálu. Umělecká díla ze skla dokazují dovednosti sklářů a brusičů skla v  Neustadtu. Vrcholem sbírky je cca 1 metr velká váza se zlatým rubínem. Vzor mísy, která na celém světě existuje pouze třikrát (majiteli jsou dědicové Franze Josefa Strauße, jordánský král Husajn a rodiny Frankových), svědčí o mistrovském umění. Kromě stálé expozice se pravidelně konají mimořádné výstavy na témata týkající se místní historie.

### Volnočasové aktivity
- Krytý bazén
- Rekreační zařízení s brouzdalištěm pro děti a grilem
- Cyklistika na cyklostezce podél řeky Waldnaab, která vede z Bärnau do Regensburgu, nebo po bývalé železniční trase: Cyklotrasa Bockl začíná v Neustadtu a je s délkou 52 km nejdelší železniční cyklotrasou v Bavorsku. Zároveň je součástí panevropské cyklostezky Praha - Paříž.

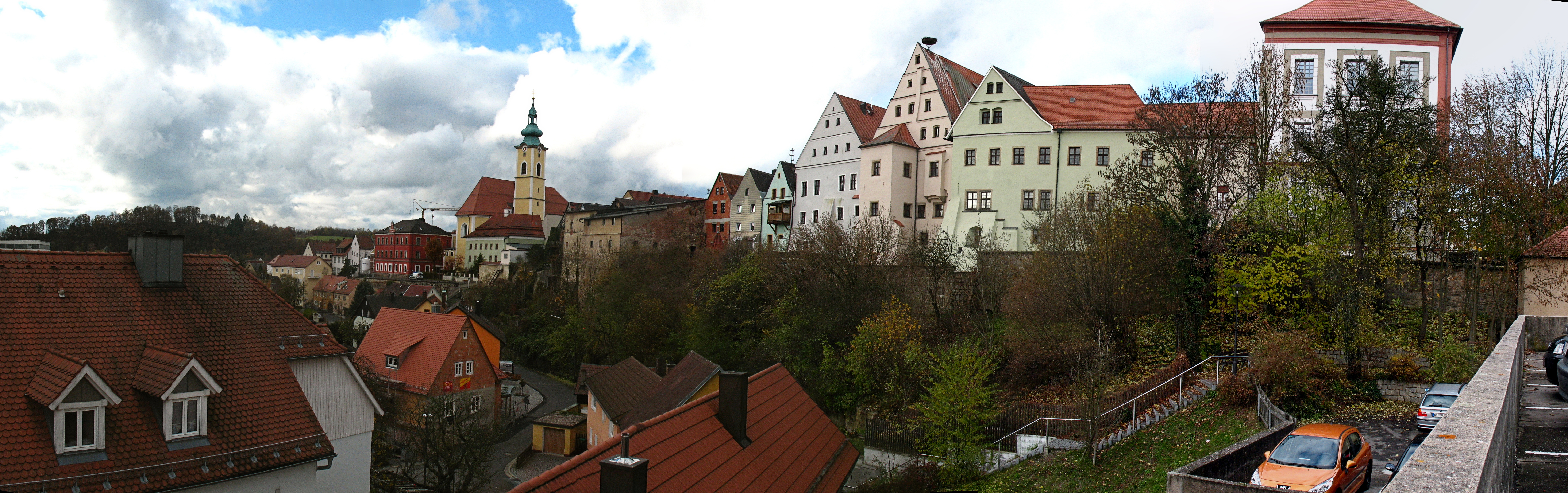
Městské panorama Neustadt an der Waldnaab